# Барт Ян Бок
Барт Ян Бок (англ. Bart Jan Bok; 28 квітня 1906 — 5 серпня 1983) — американський астроном, член Національної АН США (1968).

## Біографічні відомості
Народився в Горні (Нідерланди). Закінчив Лейденський університет в 1926. У 1927—1929 працював в Астрономічній лабораторії ім. Я. К. Каптейна Гронінгенського університету. 1929 року перебрався до США. У 1933—1957 працював в Гарвардському університеті (з 1947 — професор). У 1957—1966 — директор обсерваторії Маунт-Стромло (Австралія) і професор Австралійського національного університету. З 1966 — професор університету Аризони (США), в 1966—1970 — директор Стюардовської обсерваторії цього університету.
Наукові роботи присвячені вивченню структури, динаміки й еволюції Галактики. У ранніх роботах отримав оцінки віку зоряних скупчень з урахуванням впливу галактичного гравітаційного поля, вивчав просторовий розподіл зір. Досліджував спіральну структуру Галактики за розподілом гарячих OB-зір, цефеїд та зон іонізованного водню. Одним з перших усвідомив значення радіолінії водню 21 см для вивчення будови Галактики і був ініціатором створення першого радіотелескопа в Гарвардській обсерваторії (на станції Агессиз поблизу Кембриджа). Одним з перших застосував теорію хвиль щільності до проблеми спіральної структури Галактики. Вніс істотний внесок до вивчення південних ділянок Чумацького Шляху й Магелланових Хмар. 1947 року спільно з Е.Рейлі виявив невеликі темні туманності круглої форми, що сильно поглинають світло й видимі лише на тлі яскравих дифузних туманностей. Ці темні туманності названо глобулами Бока. Їх розміри — від 10 000 а. е. до 1-2 світлових років, а маса — від 0,001 до 0,1 M☉.
Автор кількох монографій, зокрема монографії «Чумацький Шлях» (разом із Прісциллою Бок (1-е вид. 1941, рос. пер. 1948, 1978).
Член-кореспондент Нідерландської королівської АН, віце-президент Міжнародного астрономічного союзу (1970—1976), президент Американського астрономічного товариства (1972—1974).
Медаль Кетрін Брюс Тихоокеанського астрономічного товариства (1977), премія Клюмпке-Робертс (1982).
На честь нього та його дружини Прісцилли названо астероїд 1983 Бок